# Trustschap West-Samoa
Het westelijk deel van de Samoa-eilanden in Oceanië stond van 1920 tot 1961 onder het bestuur van Nieuw-Zeeland. Tot 1947 was het Mandaatgebied West-Samoa een mandaatgebied van de Volkenbond en vanaf 1947 was het Trustschap West-Samoa een trustschap van de Verenigde Naties. Het gebied komt overeen met de huidige republiek Samoa. 

## Geschiedenis
West-Samoa was oorspronkelijk als Duits-Samoa een protectoraat van het Duitse Keizerrijk, maar na de Eerste Wereldoorlog werd het gebied een mandaatgebied van de Volkenbond onder beheer van het Verenigd Koninkrijk, dat het gebied onder het bestuur van Nieuw-Zeeland plaatste. Na de Tweede Wereldoorlog werd de Volkenbond opgeheven en de Verenigde Naties opgericht. De mandaatgebieden werden toen vervangen door trustschappen. Het trustschap werd op 31 december 1961 beëindigd. Een dag later werd West-Samoa onafhankelijk. Het land veranderde in 1997 de naam in Samoa.

## Politiek
Het mandaatgebied werd bestuurd door een Administrator. De Administrators waren:
- Robert Ward Tate (tot 1923)
- George Spafford Richardson (1923-1928)
- Stephen Shepard Allen (1928-1931)
- Herbert Ernest Hart (1931-1935)
- Alfred Clarke Turnbull (1935-1946)
- Francis William Voelcker (vanaf 1946)

Het trustschap werd bestuurd door een High Commissioner. De High Commissioners waren:
- Francis William Voelcker (tot maart 1949)
- Guy Richardson Powles (maart 1949 - februari 1960)
- John Bird Wright (vanaf februari 1960)

Op 1 oktober 1959 werd er voor het eerst een premier aangesteld. De premier was Mata'afa Mulinu'u II. Hij werd in 1961 herkozen en in 1962 ook de eerste premier van het onafhankelijke West-Samoa.
Brits-Kameroen · Brits-Togoland · Frans-Kameroen · Frans-Togoland · Nauru · Nieuw-Guinea (een onderdeel van het Territorium Papoea en Nieuw-Guinea) · Ruanda-Urundi · Somalië · Tanganyika · Trustschap van de Pacifische Eilanden · West-Samoa